# Asphalt (serie)

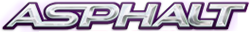
Logo del videogioco

Asphalt è una serie di videogiochi di corse, principalmente per dispositivi mobili, di grande successo. Il primo capitolo, Asphalt Urban GT, è uscito nel 2004. Nel 2018 la serie ha raggiunto la sua nona iterazione principale con Asphalt Legends Unite (noto precedentemente come Asphalt 9: Legends) per smartphone, Windows 10 e Nintendo Switch. I titoli sono sviluppati e pubblicati da Gameloft.

## Caratteristiche
Sebbene i primi capitoli fossero leggermente diversi da quelli attuali, le caratteristiche di fondo son rimaste le gare ai limiti dell'impossibile e le velocità folli a cui vengono spinte le varie vetture.

## Titoli

### Serie Principale
| Titolo                                     | Anno di uscita | Piattaforme |
| ------------------------------------------ | -------------- | --- |
| Asphalt Urban GT                           | 2004           | Cellulari con tastiera, Nokia N-Gage, Nintendo DS                                                                               |
| Asphalt Urban GT 2                         | 2005           | Cellulari, Nokia N-Gage, Nintendo DS, Playstation Portable                                                                      |
| Asphalt 3: Street Rules                    | 2006           | Cellulari basati su Java, Nokia N-Gage 2.0                                                                                      |
| Asphalt 4: Elite Racing                    | 2008           | BlackBerry OS, iOS, Cellulari basati su Java, Nokia N-Gage 2.0, DSi Ware, Symbian OS                                            |
| Asphalt 5                                  | 2009           | iOS, Android, WebOS, Bada, Symbian OS, Windows Phone 7                                                                          |
| Asphalt 6: Adrenaline                      | 2010           | iOS, Android, BlackBerry PlayBook, Bada, Mac OS X, Symbian, Cellulari basati su Java, WebOS                                     |
| Asphalt 7: Heat                            | 2012           | iOS, Android, Windows Phone 8, BlackBerry 10                                                                                    |
| Asphalt 8: Airborne                        | 2013           | iOS, Android, Windows Phone 8, Windows Phone 8.1, Windows 8, Windows 8.1, Windows 10, tvOS, webOS, Tizen, FireOS, BlackBerry 10 |
| Asphalt Legends Unite (Asphalt 9: Legends) | 2018           | iOS, Android, Windows 10, MacOS, Nintendo Switch, Xbox Series X/S, Xbox One                                                     |

### Spin-Off
| Titolo                      | Anno di uscita | Piattaforme                                                   |
| --------------------------- | -------------- | ------------------------------------------------------------- |
| Asphalt: Audi RS3           | 2011           | iOS                                                           |
| Asphalt 3D                  | 2011           | Nintendo 3DS                                                  |
| Asphalt Injection           | 2011           | Playstation Vita                                              |
| Asphalt Overdrive           | 2014           | iOS, Android, Windows Phone 8, Windows Phone 8.1, Windows 8.1 |
| Asphalt Nitro               | 2015           | Android, Tizen, Cellulari basati su Java                      |
| Asphalt Xtreme              | 2016           | iOS, Android, Windows 8.1                                     |
| Asphalt Street Storm Racing | 2016           | iOS, Android, Windows 10                                      |
| Asphalt Nitro 2             | 2021           |                                                               |